# ディイクトドン
ディイクトドン (Diictodon) は、約2億5,500万年前の古生代ペルム紀後期に繁栄した草食の単弓類。単弓綱 - 獣弓目 - 異歯亜目 - ディキノドン下目。ディキノドン類の初期グループに属する。

## 特徴

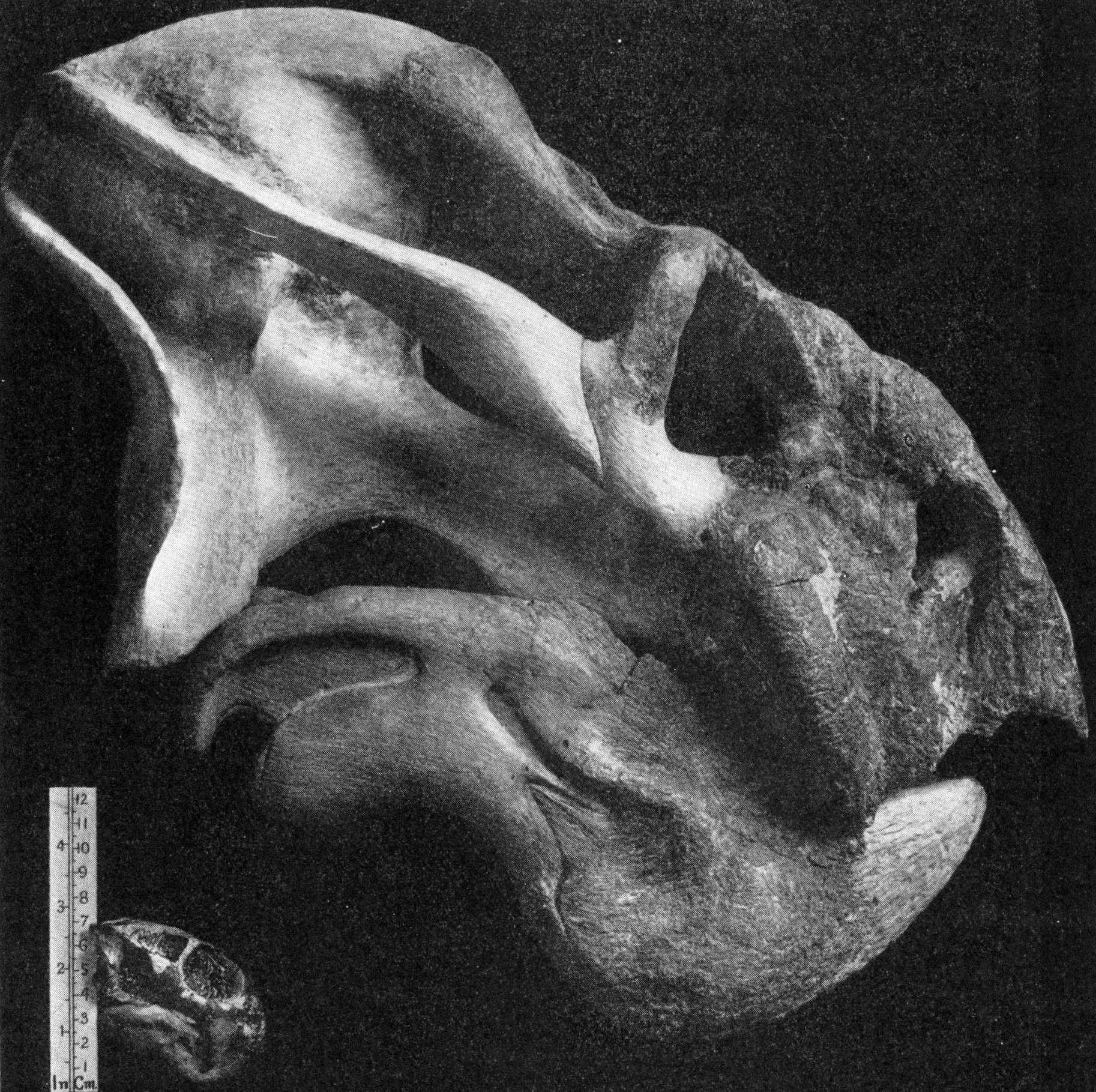
ディキノドン D. whaitsi （上）とディイクトドン D. galeops （下）の頭骨比較

全長約45～60cm。上顎にディキノドン類に特徴的な角質の嘴と大きな牙を二本持つが、特殊化した後期の種とは違い、他の歯も残っている。この牙は、雌雄ともに持っていたが、雄の方がやや大きかった。顎骨は単純化しつつあった。これは、哺乳類の様に、鋭い聴覚を得る為の適応であったと思われる。また、嗅覚と視力も鋭かったともいわれる。
頭部は身体に比してやや大きい。四肢は頑丈で、鋭い鉤爪を持っていた。胴体はイタチなどの様に細長く、巣穴などのトンネルでの行動に適している。歩行する際は、脊柱をくねらせて歩いていたと思われる。

## 生態
ディイクトドンは、現代の哺乳類におけるホリネズミ的な生態を持つ生物で、氾濫原の土手に穴を掘り、巣としていた。こうした巣が化石化して残されている。これは突然水が浸入した事で巣が土砂で埋まり、そのまま化石となったと思われる。中には逃げ遅れたディイクトドンの骨格が残されている事もある。この巣の形状は、新生代中新世前期頃の北米に生息していた陸生ビーバー、パレオカストールの「悪魔のコルク抜き」と同様の螺旋構造となっていた。この穴は最大1.5mの深さに達した。これらはペルム紀後期において乾燥と高温化が進み、砂漠の熱から逃れる必要があった為と思われる。
これらの化石化した巣の中に、時折雌雄の化石が同時に発見されている。これは、つがいで暮らしていたためと思われる。また、1つの巣穴から多数の幼体の化石が一度に見つかった事もある。これは、かれらが育児を行っていた証拠とされる。これがディキノドン類が繁栄した1つの要因だといわれる。

## 食性
ほぼ全てのディキノドン類同様にディイクトドンも植物食であった。彼らは、まばらな砂漠潅木を折り採る為に嘴を使用した。現代の砂漠動物の様に、砂漠の植物の現在の栄養物の不足のため、非常に効率的な消化器系を持っていたと思われる。また、地面を掘って、水の豊富な植物塊茎を餌にした可能性もある。

## 分布
ゴンドワナ大陸（現代の南アフリカ）を中心に生息していたと見られるが、アジアからも化石が出土している。特にカルー盆地からは大量に化石が出土しており、同時代の脊椎動物のうち実に半数以上がディイクトドンであった。この生物は、ペルム紀において最も成功した単弓類の一つであった。